# 何鈞
何鈞（1441年—1510年），字仲衡，河南河南府陝州靈寶縣人，軍籍，明朝政治人物。

## 生平
河南鄉試第二十七名舉人，成化十一年（1475年）中式乙未科會試第二十一名，三甲第一百二十八名進士。授太常寺博士，升監察御史，弘治八年（1495年）升大理寺右寺丞，十一年（1498年）升大理寺右少卿，十六年（1503年）任都察院右副都御史、巡撫山西，正德元年（1506年）升戶部左侍郎、總督倉場，明習法律，所至有聲，五年（1510年）卒。

## 家族
曾祖何欽，府經歷；祖父何茂，贈知州；父何濬，南康府知府。弟何錝、何銑、何鉅、何釴。